# Noyers (Loiret)
Noyers és un municipi francès, situat al departament del Loiret i a la regió de Centre – Vall del Loira. L'any 2007 tenia 709 habitants.

## Demografia

### Població
El 2007 la població de fet de Noyers era de 709 persones. Hi havia 294 famílies, de les quals 68 eren unipersonals (40 homes vivint sols i 28 dones vivint soles), 123 parelles sense fills, 83 parelles amb fills i 20 famílies monoparentals amb fills.
La població ha evolucionat segons el següent gràfic:
Habitants censats

### Habitatges
El 2007 hi havia 389 habitatges, 298 eren l'habitatge principal de la família, 68 eren segones residències i 23 estaven desocupats. 386 eren cases i 2 eren apartaments. Dels 298 habitatges principals, 254 estaven ocupats pels seus propietaris, 40 estaven llogats i ocupats pels llogaters i 4 estaven cedits a títol gratuït; 1 tenia una cambra, 7 en tenien dues, 47 en tenien tres, 91 en tenien quatre i 152 en tenien cinc o més. 268 habitatges disposaven pel capbaix d'una plaça de pàrquing. A 149 habitatges hi havia un automòbil i a 130 n'hi havia dos o més.

### Piràmide de població
La piràmide de població per edats i sexe el 2009 era:
| Homes | Edats   | Dones |
| ----- | ------- | ----- |
| 0     | 95 o +  | 0     |
| 0     | 90 a 94 | 4     |
| 8     | 85 a 89 | 0     |
| 0     | 80 a 84 | 0     |
| 24    | 75 a 79 | 20    |
| 20    | 70 a 74 | 28    |
| 36    | 65 a 69 | 20    |
| 24    | 60 a 64 | 16    |
| 8     | 55 a 59 | 12    |
| 28    | 50 a 54 | 12    |
| 40    | 45 a 49 | 20    |
| 28    | 40 a 44 | 40    |
| 24    | 35 a 39 | 24    |
| 12    | 30 a 34 | 8     |
| 20    | 25 a 29 | 20    |
| 20    | 20 a 24 | 20    |
| 16    | 15 a 19 | 8     |
| 28    | 10 a 14 | 20    |
| 28    | 5 a 9   | 48    |
| 8     | 0 a 4   | 12    |

## Economia
El 2007 la població en edat de treballar era de 417 persones, 286 eren actives i 131 eren inactives. De les 286 persones actives 265 estaven ocupades (145 homes i 120 dones) i 21 estaven aturades (11 homes i 10 dones). De les 131 persones inactives 64 estaven jubilades, 34 estaven estudiant i 33 estaven classificades com a «altres inactius».

### Ingressos
El 2009 a Noyers hi havia 313 unitats fiscals que integraven 748 persones, la mediana anual d'ingressos fiscals per persona era de 18.715 €.

### Activitats econòmiques
Dels 21 establiments que hi havia el 2007, 1 era d'una empresa alimentària, 1 d'una empresa de fabricació d'altres productes industrials, 5 d'empreses de construcció, 5 d'empreses de comerç i reparació d'automòbils, 3 d'empreses de transport, 1 d'una empresa immobiliària, 2 d'empreses de serveis, 2 d'entitats de l'administració pública i 1 d'una empresa classificada com a «altres activitats de serveis».
Dels 5 establiments de servei als particulars que hi havia el 2009, 1 era un paleta, 1 guixaire pintor, 2 lampisteries i 1 perruqueria.
L'únic establiment comercial que hi havia el 2009 era una gran superfície de material de bricolatge.
L'any 2000 a Noyers hi havia 17 explotacions agrícoles que ocupaven un total de 689 hectàrees.

## Poblacions més properes
El següent diagrama mostra les poblacions més properes.